# Bulbophyllum kermesinum
Bulbophyllum kermesinum är en orkidéart som beskrevs av Henry Nicholas Ridley. Bulbophyllum kermesinum ingår i släktet Bulbophyllum och familjen orkidéer. Inga underarter finns listade i Catalogue of Life.